# Naturschutzgebiet Görslower Ufer
Koordinaten: 53° 37′ 13,5″ N, 11° 30′ 18,3″ O

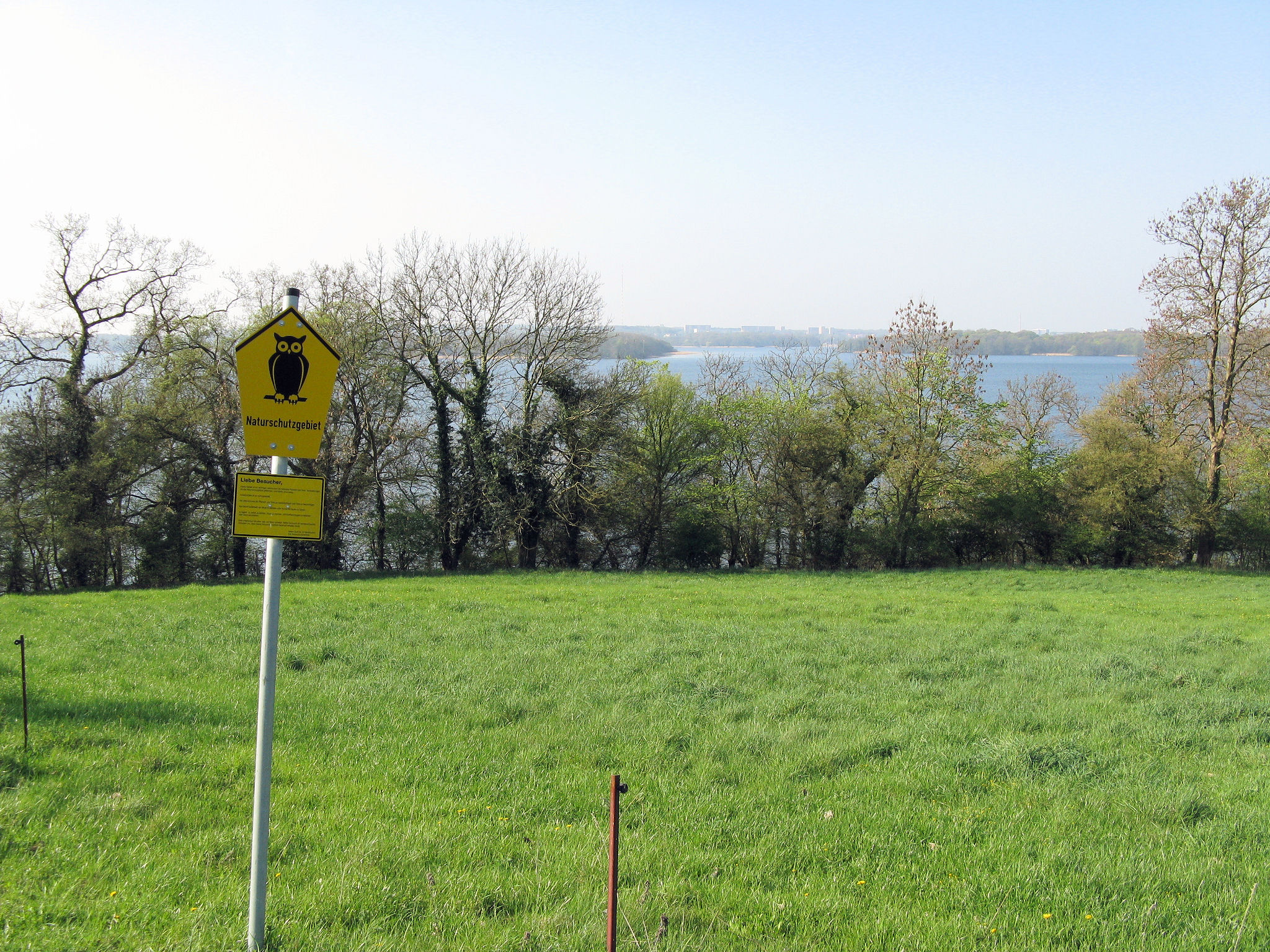
Ufer des Schweriner Sees in Görslow

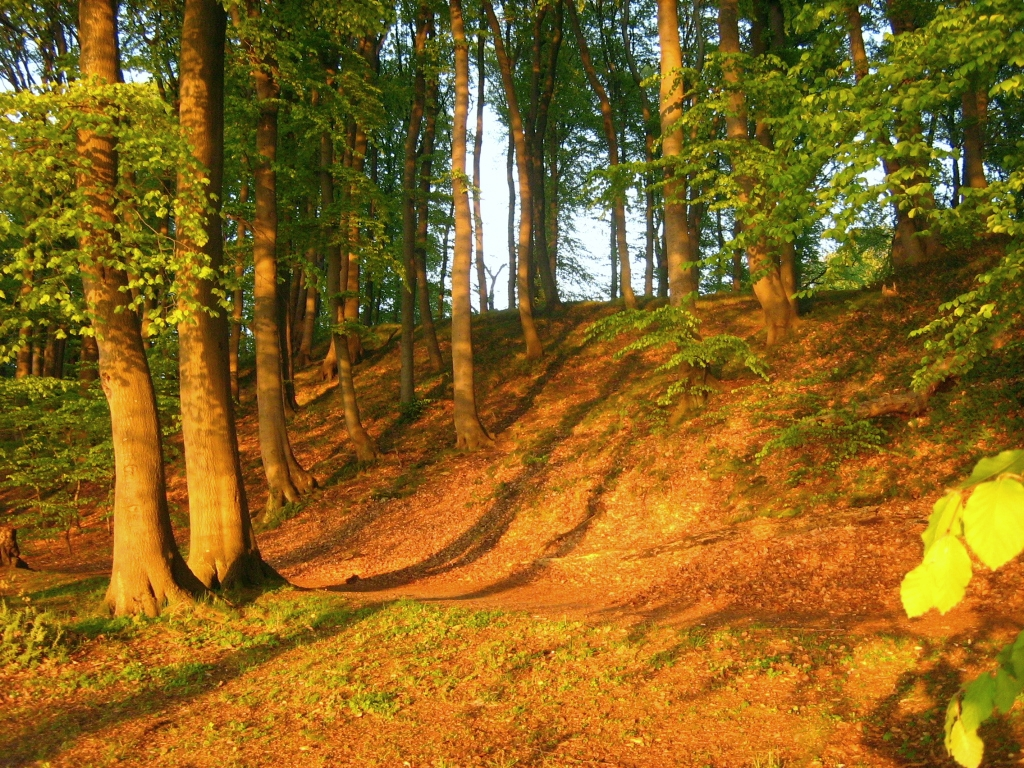
Buchenwald

Das Naturschutzgebiet Görslower Ufer ist ein als Naturschutzgebiet ausgewiesener zehn Kilometer langer schmaler Uferabschnitt am Ostufer des Schweriner Sees in Mecklenburg-Vorpommern zwischen den Ortschaften Raben Steinfeld und Leezen. Neben dem Uferstreifen werden die angrenzenden Steilhänge geschützt. Die Unterschutzstellung erfolgte am 22. März 1982 und umfasst ein Gebiet von 51 Hektar.
Das Naturschutzgebiet ist nahezu deckungsgleich mit dem gleichnamigen FFH-Gebiet. Die Nutzung als Naherholungsgebiet bzw. Naturerlebnisraum ist charakteristisch für das Görslower Ufer.

## Historie
Bereits auf den Wiebekingschen Karten ist das Gebiet mit Wald bestockt. Durch die extreme Hanglage der Wälder konnte nur die einzelbaumweise Entnahme erfolgen. Auch eine historische Nutzung als Hutewald ist denkbar, worauf aktuell die Alteichen hindeuten. Behandlungsmaßnahmen erfolgen nur zu dem Zweck, die Wanderwege begehbar zu halten, die dortigen Lebensräume zu sicheren sowie spezielle Arten zu schützen und zu fördern. Dies geschieht im Einklang mit Natura 2000 (Waldmeister-Buchenwald; Vogelschutzgebiet "Schweriner Seen") und den Vorschriften für das Naturschutzgebiet.

## Pflanzen- und Tierwelt
Das Gebiet ist fast durchgehend bewaldet. Bedingt durch die kleinklimatisch wechselnden Verhältnisse ist es mit unterschiedlichsten Lebensräumen ausgestattet, was auch eine hohe Vielfalt der Gehölz- und Krautvegetation zur Folge hat. Neben Rotbuche und Eichen befinden sich dort u. a. Ahorn (Berg-, Spitz- und Feldahorn), Linden, Hainbuche, Vogelkirsche, Espe, Holzapfel und Wildbirne, Ulmen sowie eine Vielzahl an Strauchgehölzen. In den anmoorigen Uferbereichen findet man darüber hinaus die dort typische Roterle, die Gemeine Esche und auch die Haselnuss. Weitere seltene Gehölzarten, wie z. B. Europäische Schwarzpappel, Gewöhnlicher Schneeball oder Pfaffenhütchen, sind örtlich beigemischt. Der Wald besteht aus überwiegend alten Bäumen, die sich natürlich zu verjüngen beginnen. In der Krautschicht finden sich das im zeitigen Frühjahr mit seinen blauen Blüten für das Gebiet besonders typische und auffällige Leberblümchen und vereinzelt auch Winter-Schachtelhalm, Breitblättrige Sitter und Männliches Knabenkraut. Die Uferbereiche sind Lebensraum des Fischotters. Bemerkenswerte Vorkommen aus der Vogelwelt sind Eisvogel, Neuntöter, Trauerschnäpper, Waldkauz, Flussuferläufer, Schwarz- und Grünspecht sowie Wasseramsel.

## Eigentumsverhältnisse
Die kommunale Stiftung "Natur und Mensch am Görslower Ufer" bei der Gemeinde Raben Steinfeld ist Eigentümer der Flächen des Naturschutzgebietes.